# Otto Ites
Pour les articles homonymes, voir Ites.
Otto Christian Ites (né le 5 février 1918 à Norden et mort dans cette même ville le 2 février 1982) est un officier de marine allemand.
Il a les grades de Kapitänleutnant de la Kriegsmarine pendant la Seconde Guerre mondiale puis Konteradmiral de la Bundesmarine.
Il a commandé les sous-marins U-146 et U-94 pendant la bataille de l'Atlantique. Il a reçu la Croix de chevalier de la croix de fer du Troisième Reich.